# Carpias algicola
Carpias algicola is een pissebed uit de familie Janiridae. De wetenschappelijke naam van de soort is voor het eerst geldig gepubliceerd in 1941 door Miller.